# Cerro Capilla
El cerro Capilla es una montaña ubicada en la provincia de Río Negro, Argentina, al oeste de la ciudad de San Carlos de Bariloche y entre los brazos Blest y de la Tristeza del lago Nahuel Huapi, dentro del parque nacional del mismo nombre. Posee unos 1958 m s. n. m.
Posee, a unos 1400 m s. n. m., un refugio de montaña llamado Esloveno. Desde su cima se obtienen vistas paronámicas de Bariloche y sus alrededores.